# Abu-Tàghlib
Abu-Tàghlib Fadl-Al·lah al-Ghadànfar ibn al-Hàssan ibn Abi-l-Hayjà Abd-Al·lah ibn Hamdan (àrab: أبو تغلب فضل الله الغضنفر بن الحسن بن أبي الهيجاء عبد الله بن حمدان, Abū Taḡlib Faḍl Allāh al-Ḡaḍanfar b. al-Ḥasan b. Abī al-Hayjāʾ ʿAbd Allāh b. Ḥamdān), més conegut senzillament com Abu-Tàghlib (?- 979) fou emir hamdànida a Mossul. Va deposar el pare Nàssir-ad-Dawla el 967 i el va succeir. Un altre fill Hamdan ibn al-Hàssan, germà doncs d'Abu-Tàghlib, s'havia mostrat contrari a la deposició del pare i Hamdan tenia el govern de Rahba (Diyar Mudar) i de Mardin, Nisibe i altres llocs al Diyar Bakr i a la mort de Sayf-ad-Dawla d'Alep es va apoderar també de Rakka i Rafika (967). Abu-Tàghlib va decidir eliminar a son germà i es va aliar amb Bakhtiyar, successor del buwàyhida Muïzz-ad-Dawla com amir al-umarà a Bagdad. El 968 o 969 Hamdan fou expulsat però el 970 Bakhtiyar mateix el va restablir a Rahba. La guerra es va reiniciar i en les lluites Hamdan va matar un altre germà. Alguns familiars es van separar d'Abu-Tàghlib però tot i així Hamdan fou finalment derrotat i va fugir a Bagdad el 971, on se li va unir sa germà Abu-Tàhir Ibrahim ibn al-Hàssan.
Abu-Tàghlib d'acord amb son cosí d'Alep i per consens, va restaurar la preeminència de Mossul sobre Alep que el seu pare havia perdut i es va fer reconèixer el Diyar Bakr i el Diyar Mudar que havien estat d'Alep (el segon parcialment).
El 971 i 972 va estar aliat amb Bakhtiyar de Bagdad contra els càrmates i fatimites; el 972 els romans d'Orient van atacar el territori hamdànida però el 973 el domesticos romà d'Orient Melias, fou fet presoner (i va morir captiu).
El 973 Bakhtiyar, instigat per l'exiliat Hamdan, va iniciar la conquesta de Mosul però Abu-Tàghlib va fer un simulacre d'atac a Bagdad i Bakhtiyar va negociar. L'acord (en el qual s'incloïa el subministrament de blat a la capital per part de l'hamdànida) no fou observat per cap de les dues parts, i la guerra es va reiniciar fins al 974 en què es va fer un nou acord. Un atac romà d'Orient va devastar Mesopotàmia i es creu que fins i tot Abu-Tàghlib va pagar tribut a l'Imperi. Des l'acord recent les relacions amb l'emir al-umara buwàyhida de Bagdad van millorar i Bakhtiyar va fer donar pel califa un títol a Abu-Tàghlib (Úddat-ad-Dawla) i en compensació l'hamdànida el va ajudar contra alguns caps militars turcs revoltats, arribant amb les seves tropes fins a Bagdad (974). Tanmateix, fou el buwàyhida de Fars Àdud-ad-Dawla (que era fill de Rukn-ad-Dawla de Rayy) qui va aconseguir que Bakhtiyar fou restablert a Bagdad. Abu-Tàghlib va obtenir això no obstant, per la seva ajuda, un nou tractat (975) pel qual era alliberat del tribut.
El 977 Àdud-ad-Dawla va ocupar el poder a Bagdad i Abu-Tàghlib va donar suport a Bakhtiyar per recuperar-la (a canvi de l'entrega de son germà Hamdan, exiliat a Bagdad i que ara acompanyava a Bakhtiyar). Hamdan fou entregat i son germà el va fer executar. Tanmateix, les tropes hamdànides i de Bakhtiyar foren derrotades per Àdud-ad-Dawla el 978 i el buwàyhida va ocupar Mosul, d'on Abu-Tàghlib va fugir, passant per Nisibe, Mayyafariqin, Arzèn (Arzan), Armènia i Hisn Ziyad (a l'Anzitene, en territori romà d'Orient controlat pel rebel Bardes Escler).
Derrotat Escler el 979 va tornar per Amida (Diyar Bakr) mentre els buwàyhides encara estaven assetjant Mayafarikin que resistia i que poc després va caure en mans dels assaltants; els germans d'Abu-Tàghlib, Abu-Abd-Al·lah Hussayn i Abu-Tàhir Ibrahim es van sotmetre a Àdud-ad-Dawla mentre una germana, Jamila, fou entregada al amir al-umara i es va suïcidar; llavors Abu-Tàghlib va passar a Rahba i va mirar de pactar amb Àdud-ad-Dawla sense èxit. Els buwàyhides van ocupar Diyar Mudar i Abu-Tàghlib va passar a Síria a territori fatimita i va arribar al Hawran on esperava entrar a Damasc, en mans del rebel al-Kassam, i obtenir el govern del califa fatimita; però el califa li va prohibir l'entrada a Damasc; es va dirigir llavors al sud fins a Kafr Akib al llac Tiberíades on es va entrevistar amb el general fatimita Fadl al que va oferir ajut per reconquerir Damasc, i el qual li va oferir a canvi el territoris de l'emir de Ramla, Mufarridj ben Daghfal ben al-Djarrah; aquest, que temia que Abu Thaglib s'apoderés dels seus territoris (sense saber res del pacte) va demanar també ajut al general. Abu-Tàghlib es va aliar amb els Banu Uqayl, enemics d'al-Djarrah, i va atacar les possessions de l'emir de Ramla però aquest va rebre l'ajut del general Fadl, i Abu-Tàghlib fou derrotat i mort el 979.